# Guatteria riparia
Guatteria riparia R.E.Fr. – gatunek rośliny z rodziny flaszowcowatych (Annonaceae Juss.). Występuje naturalnie w południowej Wenezueli oraz w północnej części Brazylii. 

## Morfologia
PokrójZimozielone drzewo dorastające do 2–10 m wysokości.
OwoceZłożone są z pojedynczych jagód. Mają czerwono-kasztanową barwę.

## Biologia i ekologia
Rośnie w podtopionych lasach oraz na brzegach rzek. Występuje na terenach nizinnych.